# Traité de Pangkor

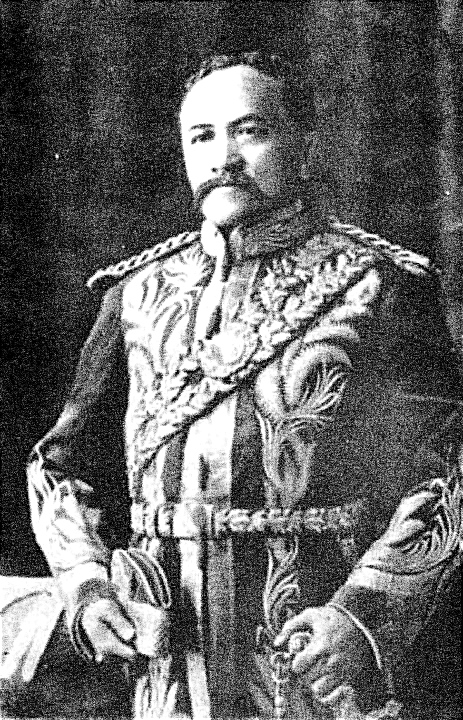
Le sultan Abdullah de Perak

Le traité de Pangkor fut signé le 20 janvier 1874 entre le Royaume-Uni et le prétendant au trône de Perak, le prince Raja Ismail, sur l'île de Pangkor au large de Perak.
En 1871 le sultan Ali meurt, laissant trois fils, les princes Abdullah, Ismail et Yusuf. Selon le complexe système de succession de Perak, c'est Abdullah qui aurait dû être nommé son successeur, mais c'est Ismail qui est élu. À la même époque, deux sociétés secrètes chinoises, Hai San clan et Ghee Hin, se battaient pour le contrôle des mines d'étain, une industrie en plein essor grâce aux importants gisements de Perak. 
Abdullah fait alors appel à l'aide britannique pour résoudre ces deux problèmes. Les Anglais saisissent cette occasion d'étendre leur influence en Asie du Sud-Est et de renforcer leur monopole sur l'étain. En 1874, une conférence est organisée à Pangkor, qui se conclut par la signature d'un traité par lequel Abdullah est désigné sultan de Perak et J. W. W Birch premier résident britannique dans cet État malais.
Le traité de Pangkor marque formellement le début de l'intervention britannique dans les affaires des États de la péninsule Malaise.